# Nagy Mihály (katolikus pap)
Nagy Mihály (Sárszentágota, 1934. december 27. – Székesfehérvár, 2018. május 13.) római katolikus plébános c. prépost. Utolsó szolgálati helye 2015-ös nyugdíjba vonulásáig Dunaújváros volt.
Teológiai tanulmányai elvégzése után több településen szolgált: Kápláni rangban Ercsiben 1959-64, Abán 1964-65, Polgárdiban 1965-67, Pusztaszabolcson 1967-68, Móron 1968-75. Ideiglenes adminisztrátor volt ugyanott 1975-ben; adminisztrátor Szabadegyházán 1975-76, plébános ugyanott 1976-78, Sárbogárdon 1978-91.
1991-től Dunaújvárosban. Ellátja Kisapostag filiát.
Fontos szerepet játszott a város második római katolikus templomának felépítésében.
Címei: Püspöki tanácsos 1984. Tiszteletbeli főesperes 1997. Megbízott esperes 1998-2000. Esperes 2000-2004. Címzetes prépost 2000.
2009. június 20-án mutatta be aranymiséjét hálaadásul 50 éves papi szolgálatáért Dunaújvárosban.
2007-től Dunaújváros díszpolgára.